# Unione Sportiva Ravenna 1992-1993
Questa voce raccoglie le informazioni riguardanti l'Unione Sportiva Ravenna nelle competizioni ufficiali della stagione 1992-1993.

## Stagione
Nella stagione 1992-93 il Ravenna ha disputato il girone A del campionato di Serie C1, con 45 punti in classifica ha vinto il torneo ed è stato promosso in Serie B, anche il Vicenza giunto al secondo posto con 43 punti ha ottenuto la promozione nella serie cadetta. Per la prima volta nella sua storia il Ravenna approda in Serie B guidata da Francesco Guidolin. La gestione Daniele Crovetta compie il miracolo, in due anni si sale dalla C2 alla Serie B, che sono le porte del paradiso calcistico, il primo gradino la scorsa stagione guidati da Luigi Delneri, quest'ultimo balzo con Francesco Guidolin. Protagonista di questa splendida stagione anche l'attaccante Cosimo Francioso autore di 17 reti, delle quali 2 in Coppa Italia e 15 in campionato, miglior realizzatore del girone A. Discreto anche il percorso compiuto dai leoni giallorossi nella Coppa Italia dove hanno superato il Baracca Lugo nel primo turno, il Carpi nel secondo, il Rimini nel terzo, la Sambenedettese ed il Sora nel gironcino C del quarto turno, la Casertana nei quarti di finale, poi in semifinale hanno lasciato la manifestazione al penultimo ostacolo, superati nel doppio confronto dal Como.

## Rosa
| N. |                   | Ruolo | Calciatore         |
| -- | ----------------- | ----- | ------------------ |
|    | Italia (bandiera) | C     | Roberto Antonioli  |
|    | Italia (bandiera) | D     | Daniele Baldini    |
|    | Italia (bandiera) | D     | Guido Belardinelli |
|    | Italia (bandiera) | P     | Claudio Bozzini    |
|    | Italia (bandiera) | A     | Enrico Buonocore   |
|    | Italia (bandiera) | D     | Ivano Cardarelli   |
|    | Italia (bandiera) | D     | Gianfranco Circati |
|    | Italia (bandiera) | C     | Francesco Conti    |
|    | Italia (bandiera) | A     | Flavio Fiorio      |
|    | Italia (bandiera) | A     | Cosimo Francioso   |
|    | Italia (bandiera) | C     | Rodolfo Giorgetti  |
|    | Italia (bandiera) | A     | Graziano Mannari   |

| N. |                   | Ruolo | Calciatore        |
| -- | ----------------- | ----- | ----------------- |
|    | Italia (bandiera) | D     | Marcello Marrocco |
|    | Italia (bandiera) | D     | Marco Mengucci    |
|    | Italia (bandiera) | D     | Marco Moro        |
|    | Italia (bandiera) | A     | Loris Pradella    |
|    | Italia (bandiera) | C     | Andrea Periotto   |
|    | Italia (bandiera) | C     | Leonardo Rossi    |
|    | Italia (bandiera) | C     | Cristiano Scapolo |
|    | Italia (bandiera) | C     | Mariano Sotgia    |
|    | Italia (bandiera) | A     | Maurizio Tacchi   |
|    | Italia (bandiera) | P     | Francesco Toldo   |
|    | Italia (bandiera) | D     | Stefano Torrisi   |
|    | Italia (bandiera) | C     | Lamberto Zauli    |

## Risultati

### Campionato

#### Girone di andata
| Arbitro: | Bonfrisco (Monza) |

|              |           |                        |
| Amarotti 13’ | Marcatori | 88’ (aut.) Bergamaschi |

| Arbitro: | Calvi (Milano) |

|            |           |                                   |
| Fiorio 79’ | Marcatori | 39’ Cossato 84’ (aut.) Cardarelli |

| Arbitro: | Di Filippo (Chieti) |

|  |           |              |
|  | Marcatori | 64’ Pradella |

| Ravenna 20 settembre 1992 4ª giornata | Ravenna                           | 0 – 0 | Leffe | Stadio Bruno Benelli\| Arbitro: \| G. Bizzotto (Castelfranco Veneto) \| |
| Arbitro:                              | G. Bizzotto (Castelfranco Veneto) |       |       |                                                                         |

| Arbitro: | Pisacreta (Salerno) |

|  |           |           |
|  | Marcatori | 2’ Fiorio |

| Arbitro: | Bertocci (Genova) |

|                 |           |  |
| Fiorio 28’, 65’ | Marcatori |  |

| Arbitro: | M. Branzoni (Pavia) |

|                   |           |            |
| Minuti 86’ (rig.) | Marcatori | 55’ Fiorio |

| Arbitro: | De Santis (Tivoli) |

|            |           |             |
| Fiorio 13’ | Marcatori | 24’ Tirloni |

| Arbitro: | Santoruvo (Bari) |

|            |           |  |
| Bressi 28’ | Marcatori |  |

| Arbitro: | Genovese (Avellino) |

|                            |           |  |
| Fiorio 33’ Sotgia 59’, 67’ | Marcatori |  |

| Arbitro: | Gregori (Piacenza) |

|                                                                           |           |               |
| Tonin 6’ (aut.) L. Rossi 37’ Giorgetti 57’ Sotgia 82’ Pradella 84’ (rig.) | Marcatori | 66’ Romairone |

| Arbitro: | Rizzo (Catania) |

|               |           |             |
| Calvaresi 69’ | Marcatori | 37’ Baldini |

| Arbitro: | Minotti (Frosinone) |

|                                        |           |            |
| Francioso 22’ Pradella 63’ Baldini 65’ | Marcatori | 34’ Albino |

| Arbitro: | Ercolino (Cassino) |

|              |           |               |
| Berretta 70’ | Marcatori | 84’ Francioso |

| Arbitro: | Nepi (Ascoli Piceno) |

|                |           |              |
| Cappellini 66’ | Marcatori | 36’ L. Rossi |

| Arbitro: | Messina (Bergamo) |

|                          |           |                     |
| Pradella 30’ Scapolo 34’ | Marcatori | 72’ (rig.) Perrotti |

| Carrara 27 dicembre 1992 17ª giornata | Carrarese                    | 0 – 0 | Ravenna | Stadio dei Marmi\| Arbitro: \| De Prisco (Nocera Inferiore) \| |
| Arbitro:                              | De Prisco (Nocera Inferiore) |       |         |                                                                |

#### Girone di ritorno
| Arbitro: | L. Branzoni (Pavia) |

|                                         |           |  |
| Sotgia 63’ Francioso 77’, 79’ Zauli 88’ | Marcatori |  |

| Arbitro: | Farina (Novi Ligure) |

|  |           |                     |
|  | Marcatori | 51’ (rig.) L. Rossi |

| Arbitro: | Pisacreta (Salerno) |

|               |           |  |
| Francioso 89’ | Marcatori |  |

| Arbitro: | Pacifici (Roma) |

|             |           |                                                            |
| Inzaghi 73’ | Marcatori | 25’ Scapolo 41’ Pradella 44’ (rig.) L. Rossi 66’ Francioso |

| Arbitro: | Ruggiero (Nocera Inferiore) |

|                                                                              |           |  |
| F. Conti 7’ Scapolo 18’ Mengucci 37’ L. Rossi 42’ Pradella 70’ Francioso 82’ | Marcatori |  |

| Arbitro: | De Prisco (Nocera Inferiore) |

|                    |           |                                   |
| Banchelli 35’, 68’ | Marcatori | 44’ (rig.) L. Rossi 56’ Francioso |

| Arbitro: | Lana (Torino) |

|             |           |  |
| Scapolo 56’ | Marcatori |  |

| Arbitro: | Cirotti (Roma) |

|              |           |               |
| Tedeschi 72’ | Marcatori | 75’ Francioso |

| Arbitro: | Nepi (Ascoli Piceno) |

|             |           |  |
| Scapolo 23’ | Marcatori |  |

| Arbitro: | Minotti (Frosinone) |

|  |           |               |
|  | Marcatori | 69’ Francioso |

| Arbitro: | Bonfrisco (Monza) |

|  |           |               |
|  | Marcatori | 31’ Francioso |

| Arbitro: | Iannello (Voghera) |

|             |           |              |
| Baldini 78’ | Marcatori | 80’ Corrente |

| Arbitro: | Santoruvo (Bari) |

|                    |           |               |
| Porfido 20’ (rig.) | Marcatori | 17’ Francioso |

| Arbitro: | D'Agostini (Roma) |

|              |           |             |
| Francioso 8’ | Marcatori | 63’ Viviani |

| Arbitro: | Ercolino (Cassino) |

|                                               |           |               |
| Francioso 12’ (rig.) Buonocore 52’ Sotgia 66’ | Marcatori | 81’ Mirabelli |

| Arbitro: | Minotti (Frosinone) |

|              |           |  |
| Perrotti 55’ | Marcatori |  |

| Arbitro: | Giove (Bari) |

|                                |           |                   |
| Francioso 43’, 71’ Scapolo 80’ | Marcatori | 14’ F. Fermanelli |

## Coppa Italia
| Arbitro: | Vendramin (Castelfranco Veneto) |

|              |           |                                             |
| Palmieri 57’ | Marcatori | 40’ Sotgia 74’ Pradella 79’ (rig.) L. Rossi |

| Arbitro: | Senzacqua (Ascoli Piceno) |

|                           |           |              |
| Torrisi 21’ Buonocore 68’ | Marcatori | 61’ Presicci |

| Arbitro: | Lana (Torino) |

|              |           |            |
| Corrente 29’ | Marcatori | 64’ Fiorio |

| Arbitro: | Capozzi (Vicenza) |

|                      |           |  |
| Francioso 11’ (rig.) | Marcatori |  |

| Arbitro: | Vendramin (Castelfranco Veneto) |

|                                             |           |                                          |
| Francioso 57’ Buonocore 58’, 93’ Fiorio 69’ | Marcatori | 65’ (rig.) Foschi 79’ Visentin 86’ Gespi |

| Arbitro: | Iannello (Voghera) |

|                   |           |                      |
| Foschi 53’ (rig.) | Marcatori | 10’ Sotgia 50’ Zauli |

### Quarto turno - Girone C
| 9 gennaio 1993 1ª giornata |  | – Turno di riposo Ravenna |  |  |

| Arbitro: | Ruggiero (Nocera Inferiore) |

|                             |           |                                    |
| Minuti 51’ (rig.), 79’, 81’ | Marcatori | 42’ Pradella 83’ Sotgia 90’ Tacchi |

| Arbitro: | Fonisto (Napoli) |

|                                                |           |  |
| Antonioli 8’ Sotgia 30’ Pradella 52’, 60’, 80’ | Marcatori |  |

### Quarti di finale
| Arbitro: | Messina (Bergamo) |

|                    |           |                                                 |
| Di Baia 64’ (rig.) | Marcatori | 20’ Antonioli 81’ (aut.) Solimeno 90’ Giorgetti |

| Arbitro: | Longo (Paola) |

|              |           |                                   |
| Pradella 70’ | Marcatori | 20’ C. Esposito 76’ C. Fermanelli |

### Semifinale
| Arbitro: | Gronda (Genova) |

|                   |           |  |
| Maiuri 10’ (aut.) | Marcatori |  |

| Arbitro: | De Santis (Tivoli) |

|                                    |           |  |
| Belardinelli 24’ (aut.) Pedone 27’ | Marcatori |  |